# Betta chloropharynx
Betta chloropharynx är en fiskart som beskrevs av Maurice Kottelat och Ng, 1994. Betta chloropharynx ingår i släktet Betta och familjen Osphronemidae. IUCN kategoriserar arten globalt som sårbar. Inga underarter finns listade.